# Sân bay Malatya Erhaç
Sân bay Erhaç hay Sân bay Malatya Erhaç (tiếng Thổ Nhĩ Kỳ: Malatya Erhaç Havaalanı) (IATA: MLX, ICAO: LTAT) là một sân bay hỗn hợp quân sự và dân dụng ở Malatya, Thổ Nhĩ Kỳ. Sân bay này khai trương năm 1941, nằm cách thành phố Malatya 34 km.
Năm 2006, sân bay Malatya Erhaç đã phục vụ 3.878 lượt chuyến với 406.425 lượt khách. Nhà ga có diện tích 1.065 m²m, bãi đỗ xe cho 97 chiếc xe hơi.

## Các hãng hàng không và các tuyến điểm
- Atlasjet (Istanbul-Atatürk)
- Blue Wings (Düsseldorf)
- Onur Air (Istanbul-Atatürk)
- Pegasus Airlines (Istanbul-Sabiha Gökçen)
  - Pegasus Airlines do Izair cung ứng (Izmir)
- Turkish Airlines (Ankara, Istanbul-Ataturk)
  - Turkish Airlines do SunExpress cung ứng (İzmir)[4]